# 猿谷哲
猿谷 哲（さるや さとし、1975年 - ）は、日本の実業家。ランスタッド代表取締役社長兼COO。

## 人物・経歴
群馬県出身。群馬県立高崎高等学校を経て、1999年高崎経済大学経済学部 卒業後、日興証券（現SMBC日興証券）入社。丸の内本店営業部に配属。2000年フジスタッフグループ（現ランスタッド）入社後、一般派遣のコンサルタントとして人材業界でのキャリアをスタート。支店長や営業企画部長、フジスタッフホールディングス経営企画部長などを経て、2013年に首都圏本部長、2014年同社取締役。2015年1月同社副社長。同年7月同社社長兼COOに就任。